# Juniperus indica
Juniperus indica är en cypressväxtart som beskrevs av Antonio Bertoloni. Juniperus indica ingår i släktet enar, och familjen cypressväxter. IUCN kategoriserar arten globalt som livskraftig.

## Underarter
Arten delas in i följande underarter:
- J. i. caespitosa
- J. i. indica